# Saint-Genès-Champanelle
Saint-Genès-Champanelle ist eine französische Gemeinde mit 3974 Einwohnern (Stand 1. Januar 2022) im Département Puy-de-Dôme in der Region Auvergne-Rhône-Alpes.

## Lage und Geographie
Die Gemeinde Saint-Genès-Champanelle liegt sechs Kilometer südwestlich der Stadt Clermont-Ferrand im Regionalen Naturpark Volcans d’Auvergne im Zentralmassiv. Hier entspringt der Fluss Auzon. Die Gemeinde besteht aus den zwölf Ortsteilen
| - Beaune-le-Chaud - Berzet - Champeaux - Chatrat | - Fontfreyde - Laschamps - Manson - Nadaillat | - Pardon - Saint-Genès-Champanelle - Thèdes - Theix |

## Bevölkerungsentwicklung
| Jahr                       | 1962 | 1968 | 1975 | 1982 | 1990 | 1999 | 2007 |
| Einwohner                  | 1213 | 1416 | 1592 | 2008 | 2465 | 2688 | 3044 |
| Quellen: Cassini und INSEE |      |      |      |      |      |      |      |

## Sport
Im Jahr 2025 soll die Tour de France auf der 10. Etappe durch die Gemeinde Saint-Genès-Champanelle führen. Auf der D133 soll mit der Côte de Berzet (850 m) eine Bergwertung der 2. Kategorie abgenommen werden. Insgesamt weist der Anstieg auf einer Länge von 3,4 Kilometern eine durchschnittliche Steigung von 7,4 % auf.

## Sehenswürdigkeiten
- Kirche Saint-Genès
- Kapelle Saint-Aubin
- Kirche Mariä Heimsuchung (Église de la Visitation) im Ortsteil Beaune-le-Chaud
- Kirche Saint-Aubin im Ortsteil Manson
- Kirche Saint-Nicolas im Ortsteil Laschamps
- Kirche im Ortsteil Nadaillat

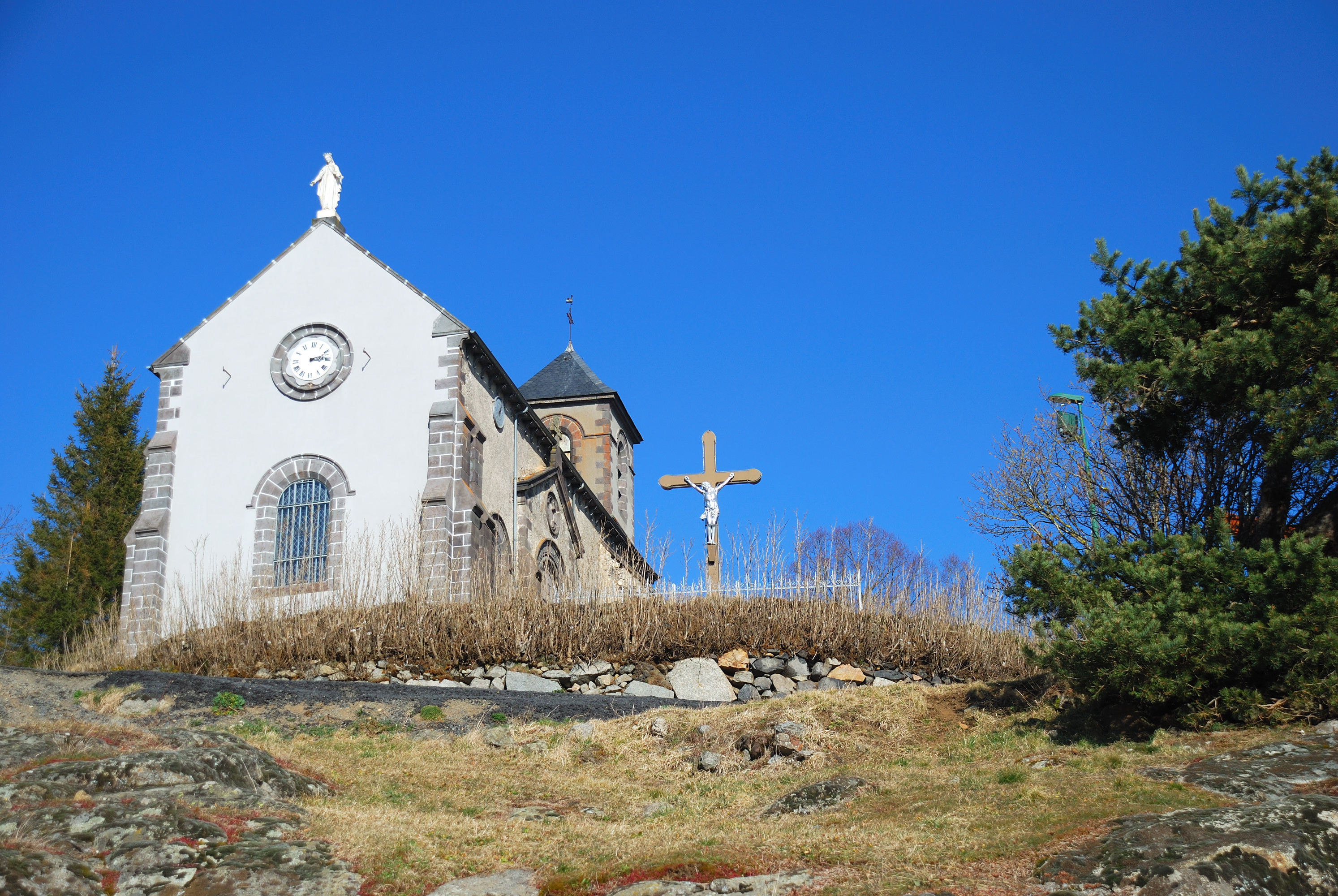
Kirche in Beaune-le-Chaud
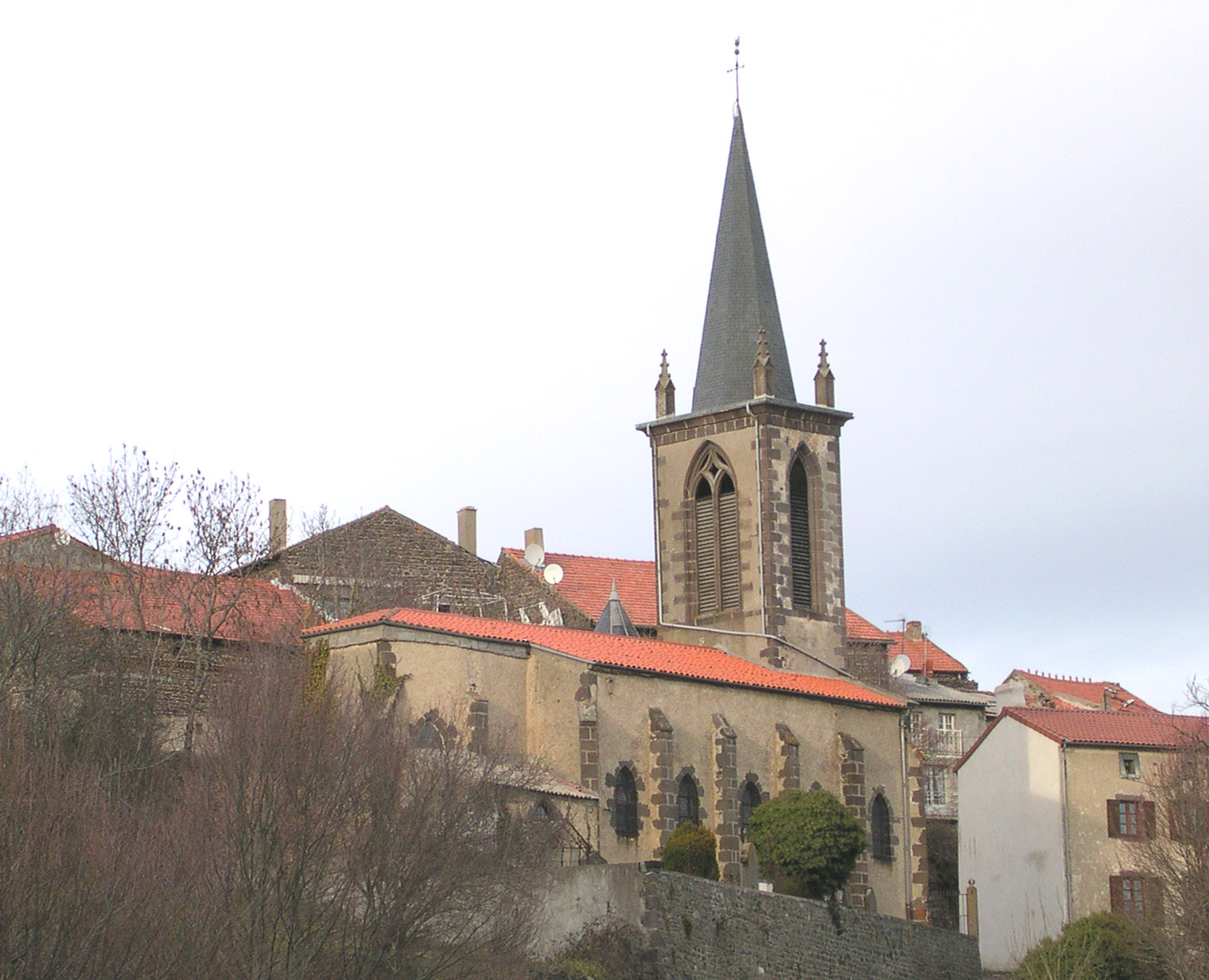
Kirche Nadaillat

## Besonderheiten
Der Ortsteil Laschamps ist Namensgeber für das Laschamp-Ereignis, einer kurzzeitigen Umkehr des Erdmagnetfeldes vor 41.000 Jahren.

## Städtepartnerschaften
Saint-Genès-Champanelle unterhält Partnerschaften mit dem ligurischen Monterosso al Mare und seit 1984 mit dem bayerischen Kallmünz.